# María del Rosario Cayetana Fitz-James Stuart y Silva
María del Rosario Cayetana Fitz-James Stuart y Silva, 18 księżna Alby, właśc. María del Rosario Cayetana Paloma Alfonsa Victoria Eugenia Fernanda Teresa Francisca de Paula Lourdes Antonia Josefa Fausta Rita Castor Dorotea Santa Esperanza Fitz-James Stuart y de Silva Falcó y Gurtubay (ur. 28 marca 1926 w Pałacu Liria w Madrycie, zm. 20 listopada 2014 w Sewilli) – arystokratka hiszpańska.

## Lata młodzieńcze
Urodzona w arystokratycznej rodzinie jako jedyna córka 17. księcia Alby Don Jacobo Fitz-James Stuart y Falcó i 9. markizy San Vicente del Barco Maríi del Rosario de Silvy. Jej matką chrzestną była królowa Hiszpanii Wiktoria Eugenia Battenberg.